# Hilla Limann

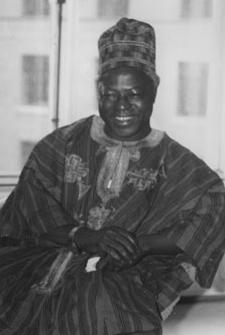
Hilla Limann

Hilla Limann (* 12. Dezember 1934 in Gwollu; † 23. Januar 1998 in Accra) war von 1979 bis 1981 Präsident von Ghana.

## Frühe Jahre
Er stammte aus einer armen Familie im Norden der damaligen britischen Kolonie Goldküste. Sein ursprünglicher Name war Babini, er nannte sich aber später nach seinem Onkel Heli Limann, der ihn aufzog.
Limann studierte seit 1957 Wirtschaftswissenschaften, Politologie, Philosophie und Geschichte an der London School of Economics und machte seinen Doctor of Philosophy. 1960 ging er an die Sorbonne und promovierte 1965.
Bei der Parlamentswahl von 1954 trat er ohne Erfolg als unabhängiger Kandidat an. Später wurde er Diplomat und war 1968 bis 1971 an der Botschaft in Lomé, dann von 1971 bis 1975 in Genf.

## Präsident
Obwohl er recht unbekannt war, gewann er im Juli 1979 als Kandidat der People’s National Party (PNP) mit 62 % der Stimmen in einer Stichwahl gegen Victor Osuwu das Präsidentenamt. Er trat sein Amt offiziell am 24. September 1979 als Nachfolger von Jerry Rawlings an. Als Präsident vertrat er einen moderaten Kurs und wurde von der Geschäftswelt unterstützt.
Seine kurze Amtszeit endete, als sein Vorgänger Rawlings am 31. Dezember 1981 ein zweites Mal putschte, um Ghana nunmehr für die nächsten zwanzig Jahre zu regieren.

## Weiteres Leben

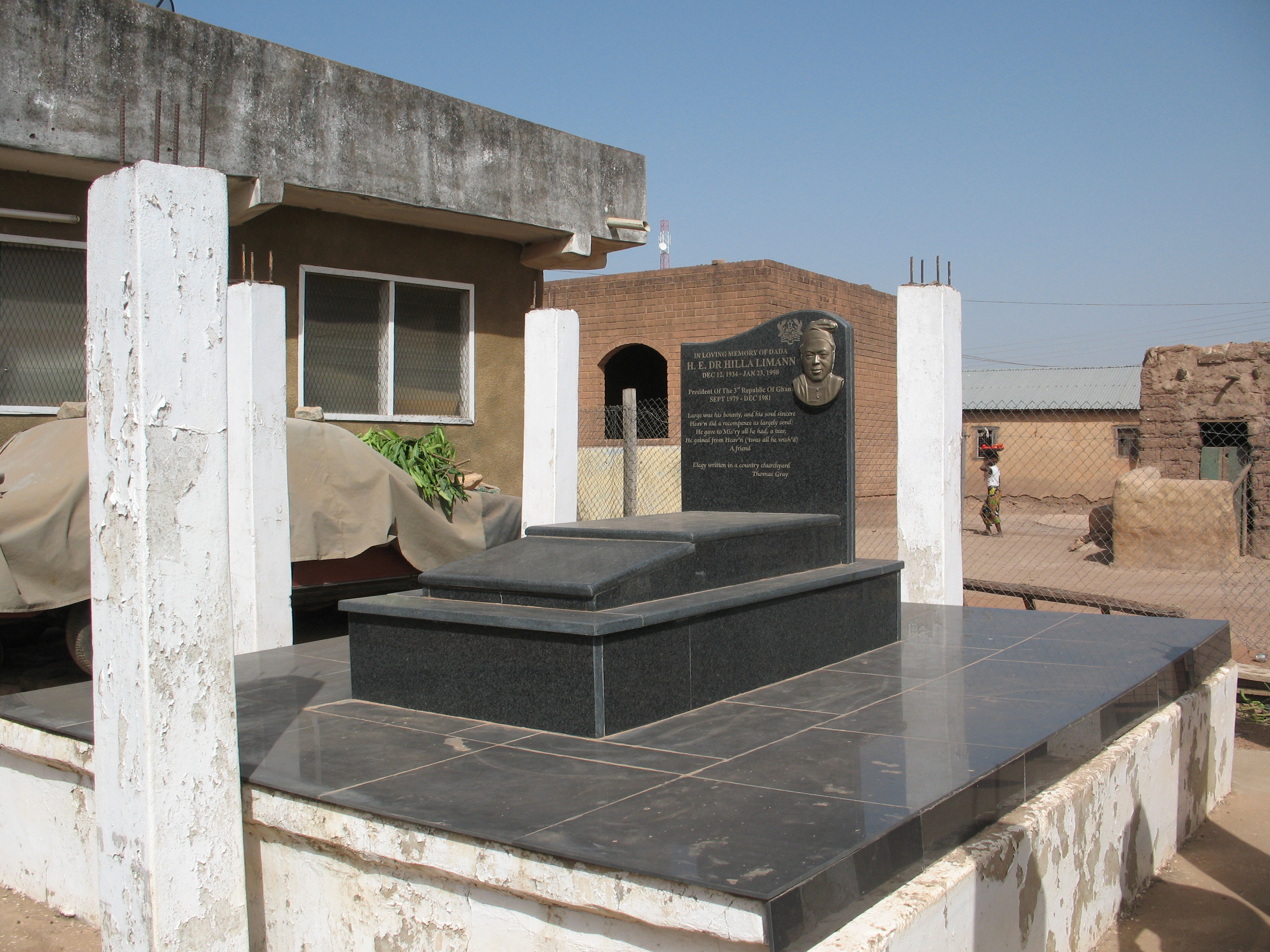
Limanns Grab in Gollu

Im Oktober 1983 wurde Limann aus der Haft entlassen und lebte weiterhin in Ghana. Er kandidierte erfolglos bei der Präsidentschaftswahl 1992 gegen Rawlings und erreichte mit 6,7 % der Stimmen den dritten Platz. 1996 verzichtete er auf eine erneute Kandidatur zugunsten seines Parteifreundes Dr. Edward Mahama. Am 23. Januar 1998 starb er nach Herzbeschwerden in einem Krankenhaus.
Limann war verheiratet und hatte acht Kinder.